# Foreign Languages Publishing House
Le Foreign Languages Publishing House est une maison d'édition de Corée du Nord. Elle a été créée en 1949, et est détenu par l'État nord-coréen. Elle siège à Pyongyang, en Corée du Nord, dans l'arrondissement de la Rivière Pot'ong. Cette entreprise emploie un petit nombre d'étrangers pour traduire des textes nord-coréens en langues étrangères, comme des journaux, des déclarations et des livres.
Le Foreign Languages Publishing House maintient le portail web « Naenara ».